# Station Saint-André-le-Gaz
Station Saint-André-le-Gaz is een spoorwegstation in de Franse gemeente Saint-André-le-Gaz.